# Neochetina
Neochetina é um gênero de mariposa pertencente à família Crambidae.